# Idista
Az idista (idoul: idisto) olyan ember, aki képes az ido mesterséges nyelven kommunikálni valamilyen szinten. Az idisták száma a nyelv készítése (1907) után pár évvel elérte a csúcsot, akkoriban a delegáció kb. 1000 főt számolt, viszont nem sokkal később, Louis Couturat halálától a számuk csökkenni kezdett, de az internet miatt a 20. század vége óta a számuk lassan újra elkezdett növekedni.

## Magyar idisták
- Kármán Tódor
- Szentkatolnai Bálint Gábor
- Valéria Dienes
- Babits Mihály
- Dienes Pál